# Wankan
Wankan (王冠) (Giapponese: "Corona del Re" o "Corona dell'Imperatore"), (chiamato anche Okan) è un kata praticato in molti stili di Karate.  Non si conosce molto sulla storia di questo kata. Esso trae origine dalla Tomari-te e nel moderno karate viene praticato nei vari stili: Shōrin-ryū, Shotokan, Genseiryū e Matsubayashi-ryū.
È spesso considerato un kata avanzato nonostante sia breve. Il maestro di Karate Shōshin Nagamine considerava wankan il suo kata preferito. Una citazione del suo libro descrive il kata come: "Caratterizzato da sequenze unitarie di attacchi e difese".